# Tour Chastimoine
La tour Chastimoine, appelée également Grosse Tour ou Tour Harcourt, est une ancienne tour faisant partie des fortifications de Caen, construite au milieu du XVe siècle et détruite à la fin du XVIIIe siècle. Du XVIIe au XVIIIe siècle, elle sert de prison pour les personnes atteintes de troubles mentaux.

## Histoire

### La construction de la tour
La tour Chastimoine était une grosse tour construite entre 1455 et 1465 à l'angle nord-ouest des fortifications à l'emplacement d'une tour ou peut-être d'une porte, dite porte Arthur, minée par Charles VII de France lors de la reprise de la ville aux Anglais en 1450. La tour a porté plusieurs noms : Grosse Tour ou Tour Harcourt. Elle est construite par le maître-maçon Jehan Erneys en pierre « prinse en la carriere des fossez de la ville ». Elle était à l'origine haute d'environ trente mètres de haut et était divisée en quatre niveaux. En 1522, le niveau supérieur est supprimé pour être remplacé par une plateforme ceinte d'un parapet à embrasure,. À partir de cette date, la tour est donc divisée en trois niveaux : 
- la salle haute, ou salle de la Tour, vaste pièce dans laquelle on pouvait entasser, selon un procès-verbal de visite de 1600, « seize pièces de canon de fonte, plus une petite pièce, cent boulets, trente-et-un barils de poudre à canon en contenant 3164 livres, quatre cent trente-cinq barils de poudre grenue pour l'arquebuse, de grandes pièces de bois, des affûts, etc. » ;
- la salle du concierge ;
- la basse-fosse, qui servait de prisons[A 1].

### La prison
Jusqu'au milieu du XVIIe siècle, la tour est utilisée comme entrepôt d'armes et de munitions. Des soldats de passage et des prisonniers de guerre y sont hébergés épisodiquement. Entre juillet 1639 et octobre 1646, 121 « Espagnols », c'est-à-dire des prisonniers de l'armée des Flandres de Philippe IV, y sont ainsi enfermés pour une durée mal estimée ; du 15 au 17 septembre 1646, 200 « Espagnols » pris au siège de Mardyck (Nord) sont enfermés dans la « chambre haute » de la tour Chastimoine (deuxième étage)  lors de leur passage dans la ville.

À partir du XVIe siècle, la tour commence à être utilisée pour enfermer les aliénés et les nécessiteux. Au XVIIe siècle, la tour perd son usage militaire et, peut-être en 1678, on aménage une glacière dans la basse-fosse,. Les mendiants y sont emprisonnés. Au XVIIIe siècle, la tour est utilisée comme annexe de l'Hôtel-Dieu réservée à l'emprisonnement des fous. Selon les échevins, la tour « n'est une prison, mais bien un lieu choisi dans le nombre des fortifications de cette ville et destinée par les officiers du Corps de ville pour servir d'asyle et d'hôpital aux pauvres citoyens dont l'esprit est dérangé qui trouvent dans ce lieu tous les secours qui leur sont nécessaires et qu'ils ne peuvent se procurer d'eux-mêmes ». En réalité, la tour, que les habitants de Caen surnomment la tour-aux-fols, est totalement insalubre. Des rapports officiels – établis en 1785 par un inspecteur général des hôpitaux, un exempt de maréchaussée et un maire de Caen – nous permet de mesurer la cruauté des conditions d'enfermement. Ils décrivent 

« des cellules prises dans l'embrasure du mur de la Tour, de largeur en l'entrée de six ou sept pieds, et de trois pieds et demy à l'autre extrémité, vers le jour qui donne du côté du fossé de la ville, ledit endroit de profondeur tout au plus de six à sept pieds, voûté dessus et dessous en pierre. »

 Ils signalent également des souterrains 

« où l'on descend à vingt-cinq ou trente pieds de profondeur ; là on trouve une cave voûtée qui ne reçoit le jour et l'air que par trois ou quatre lucarnes infiniment étroites, de manière qu'en plein jour on ne peut y voir sans flambeau. Ce lieu est tellement humide que plusieurs fois dans l'année il est inondé, au point que l'on est obligé d'y pomper l'eau, et qu'une pauvre femme déposée à la Tour pour dix jours, en attendant son entrée au Couvent, et qu'on y oublie pendant deux mois, y languit les jambes à l'eau avec les reptiles les plus immondes. Dans l'épaisseur des murs de celte cave sont creusées quatre ou cinq cavités, dans lesquelles on place des prisonniers qui sont véritablement scellés dans le mur, puisque, une fois établis dans ces lieux, la porte par laquelle ils y sont entrés ne s'ouvre plus, et qu'elle est assurée dans le mur au moyen de fers qui y sont scellés. Quand on voulut en faire sortir un malheureux qui y était détenu depuis vingt ans, la porte n'avait été ouverte depuis si longtemps, nous dit qu'il a fallu abattre la serrure et les barres. Au milieu de cette porte est une ouverture carrée, d'environ un pied, par laquelle le prisonnier respire, reçoit ses aliments et rejette ses excréments. Genre de cachot inouï et le plus barbare qu'on puisse concevoir! »

 Dans les étages, les fous sont enfermés dans une espèce de cage, que les rapports comparent « aux cabanes roulantes des bergers qui gardent la nuit les moutons en pleine campagne, n'ayant pour tout, pour l'entretien de leur vie, qu'une ouverture semblable à celle pratiquée dans les cachots souterrains ».

### La destruction

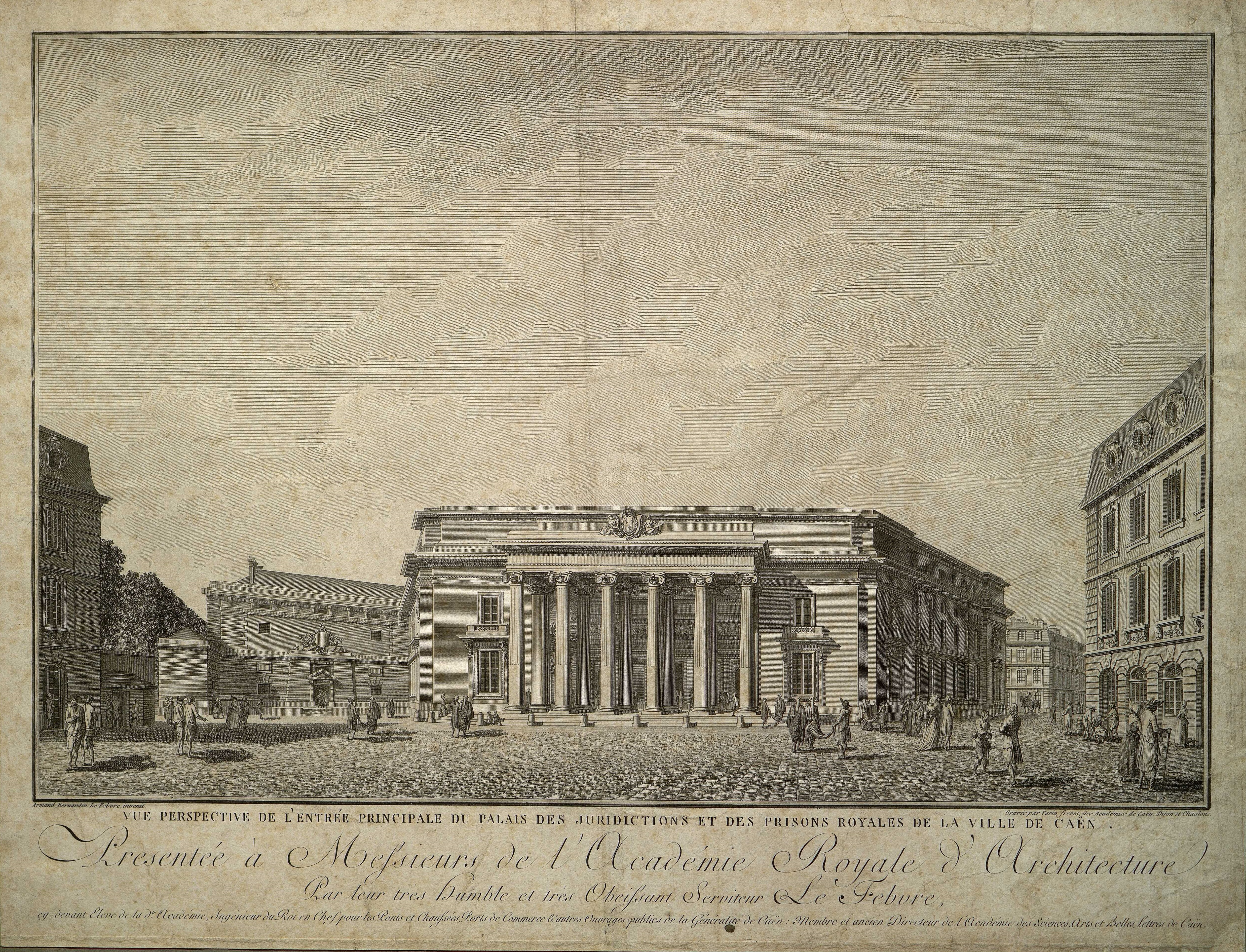
Le projet initial du palais de justice de Caen, avec la prison construite à l'emplacement de l'ancienne tour (à gauche).

Un arrêt du conseil du 13 juin 1765 prévoit la destruction de la tour et son remplacement par une ou plusieurs glacières, ainsi que par un nouvel hôtel de l'intendance bâti avec les matériaux issus de la tour. L'arrêt n'est pas exécuté. En 1779, les plans dressés par Armand Lefebvre, ingénieur des ponts et chaussées de la généralité de Caen, pour la construction du palais des juridictions (palais de justice de Caen) et des prisons royales sont acceptés. Les adjudications pour la construction des prisons et de la salle d'audience du bailliage sont passées en 1781. Le projet prévoit à la base d'appuyer les nouvelles prisons sur la vielle tour,,. Mais un brevet royal du 2 avril 1785 rappelle que la tour « n'offre plus que cachots aussi affreux que malsains, qu'elle tombe en ruines de toutes parts, qu'elle tient à d'anciens murs dont la démolition a été ordonnée, que restant isolée elle formerait l'aspect le plus désagréable, que d'ailleurs elle nuisait aux constructions des nouvelles prisons et des bâtiments destinés aux juridictions, qu'enfin elle est devenue absolument inutile au moyen de l'établissement de la maison de Beaulieu, qui est arrangée pour recevoir les personnes qu'on y renfermait ». Ordre est donc donné de démolir la tour. 
La destruction de la tour s'avère difficile et les travaux, commencés le 12 octobre 1785, ne s'achèvent que le 28 novembre 1787. Les matériaux sont réutilisés pour des réparations de bâtiments un peu partout dans la ville. Les prisons des tribunaux sont construites à son emplacement ; ce bâtiment a été démoli en 1906 pour ouvrir la rue Bertauld.

## Architecture
La tour était édifiée sur un plan en fer à cheval, de trente mètres de diamètre. Dans les murs, épais de sept mètres afin de résister aux tirs d'artillerie, étaient aménagées des chambres trapézoïdales permettant de manœuvrer des pièces de canon,.
Chaque niveau était constitué d'une pièce unique avec en son centre un pilier sur lequel viennent s'appuyer sur huit arcs. Pour accéder aux niveaux supérieurs, un escalier en colimaçon est pratiqué dans la gorge du plan en fer à cheval ; un escalier extérieur est accolé au rempart au sud.
Quand les prisons du palais de justice sont démolies en 1906 pour percer la rue Bertauld, les travaux permettent de dégager les fondations de la tour. Lors de la construction en 1908 de la maison à l'angle des rues Bertauld et Saint-Manvieu, le pilier qui recevait par pénétration les huit arcs formant la voûte de la salle basse est mis au jour.